# Martin Johann Jenisch (Kaufmann, 1760)

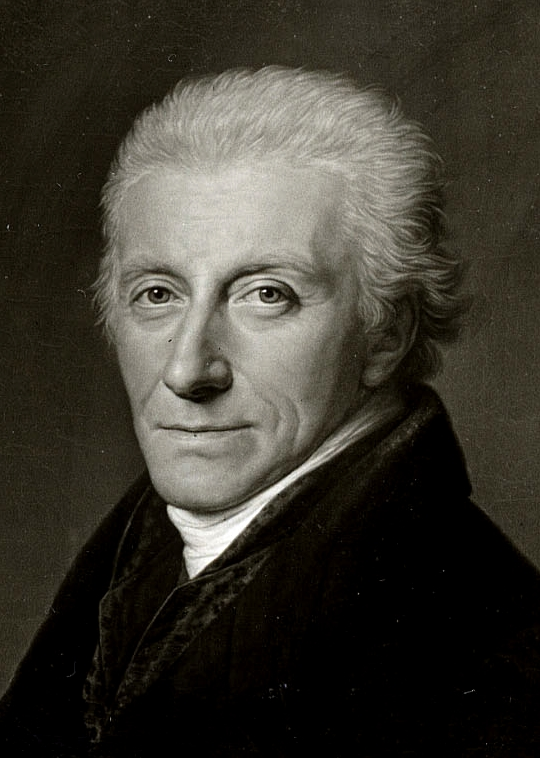
Martin Johann Jenisch der Ältere

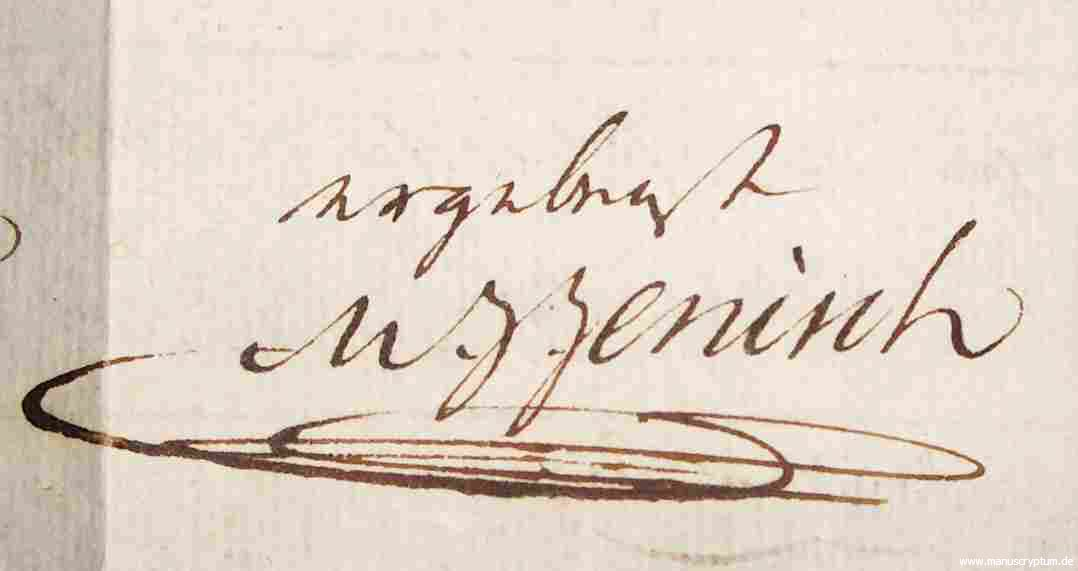
Unterschrift auf einem Geschäftsbrief (1802)

Martin Johann Jenisch (* 22. Juni 1760 in Hamburg; † 29. Januar 1827 ebenda) war ein deutscher Kaufmann und Senator in Hamburg.

## Leben

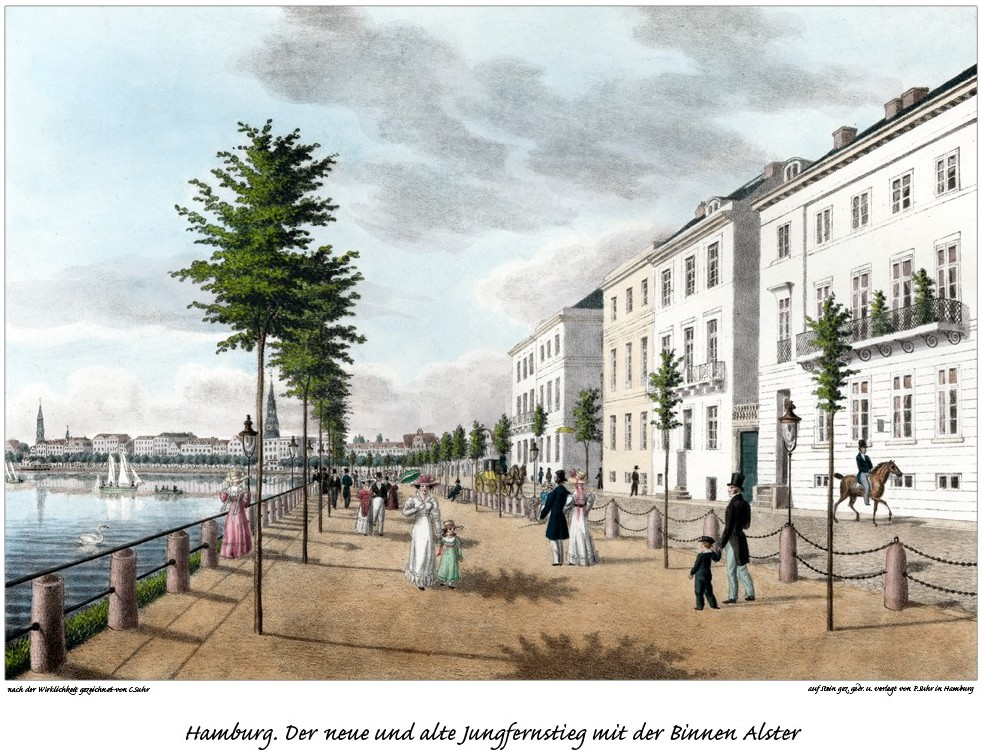
Amsinck-Palais am Neuen Jungfernstieg 1830

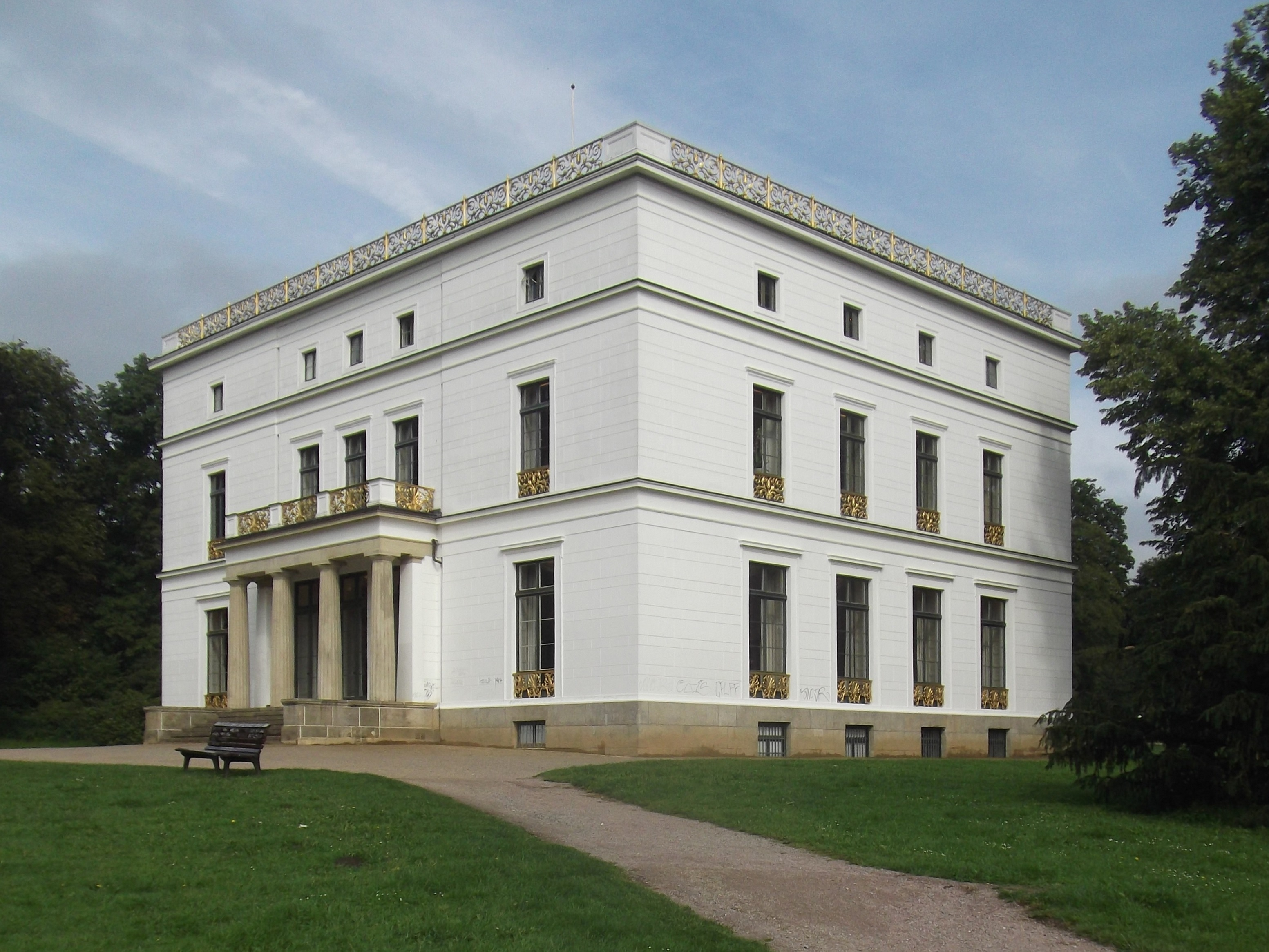
Jenisch-Haus im Jenisch-Park

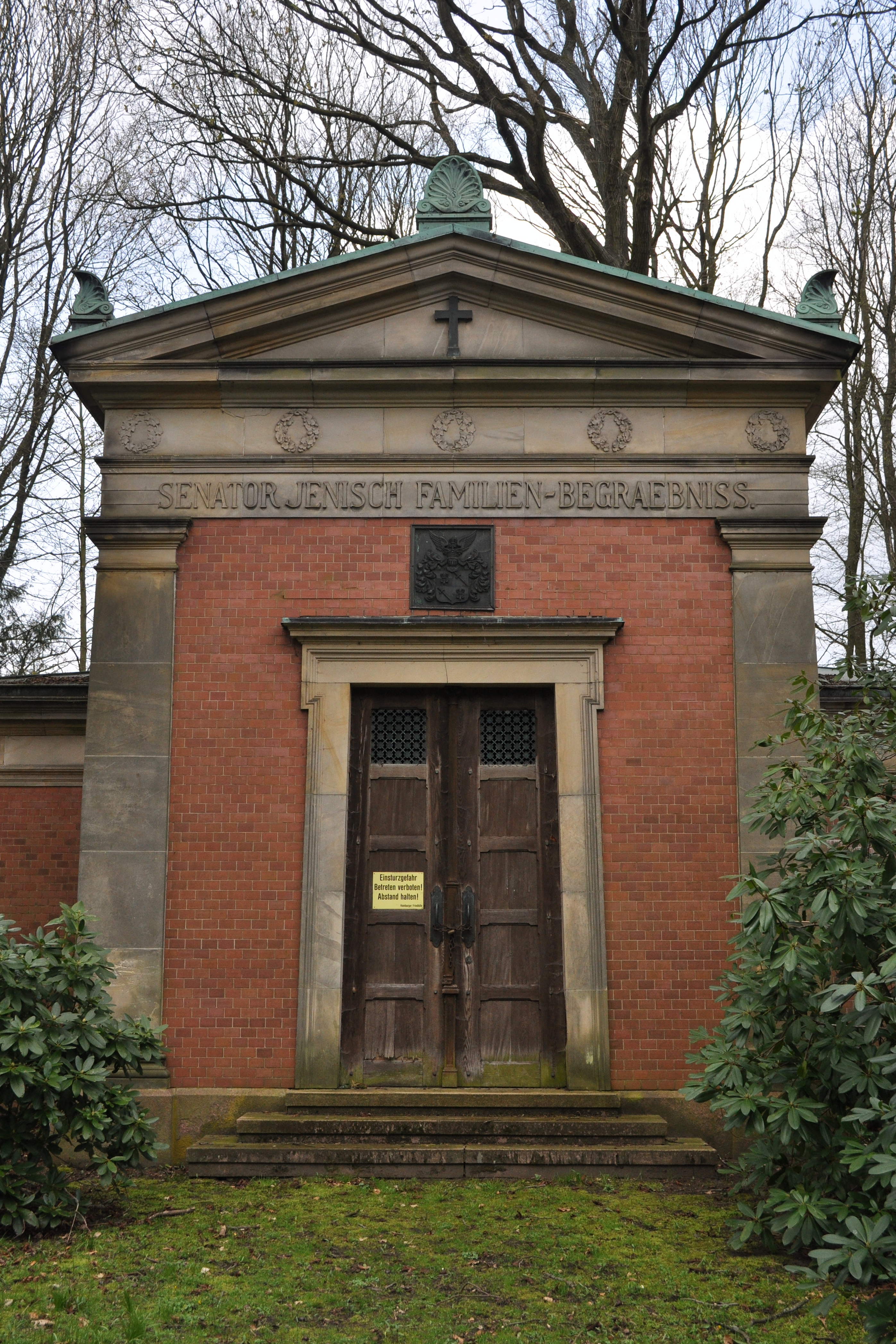
Mausoleum Jenisch auf dem Friedhof Ohlsdorf

Jenisch stammte aus dem alten Kaufmannsgeschlecht Jenisch und war der älteste Sohn des Kaufmanns und Senators Emanuel Jenisch und dessen Ehefrau Anna Margarethe Plessing. Einer seiner Vorfahren war der Kaufmann Zimbert Jenisch.
Jenisch arbeitete schon früh in den Geschäften seines Vaters mit. Es gelang ihm, das Vermögen der Familie besonders nachhaltig zu mehren. Das Handelshaus M. J. Jenisch erweiterte unter ihm seine Geschäftstätigkeit auf das Bankgewerbe und wurde bald eine der bedeutendsten Hamburger Banken. Durch Spekulationen während der Französischen Revolution und der darauf folgenden Kontinentalsperre konnte Jenisch seine Gewinne mehren. Gerade im Bankbetrieb wurde Frankreich sehr wichtig, aber auch ins zaristische Russland und in die aufstrebenden Vereinigten Staaten von Amerika gab es Geschäftsverbindungen.
Zum Warenhandel und reinen Bankgeschäften kamen später noch Versicherungen als prosperierender Geschäftszweig dazu. So bekleidete er die Funktionen eines Mitdirektors der Ersten Assekuranz-Compagnie, später der Vierten Assekuranz-Compagnie, sowie eines Bevollmächtigten der Triester Assecuranz Societät.
1784 heiratete Jenisch in Hamburg Catherina Dorothea Rendtorff. Mit ihr hatte er sieben Töchter und 6 Söhne. 1798 avancierte Jenisch zum Senator in seiner Heimatstadt. Bedingt durch seine guten Beziehungen nach Frankreich wurde er während der Hamburger Franzosenzeit öfter in die politischen Belange der Stadt mit eingebunden. 1811 vertrat er als Gesandter Hamburg in Paris und zwischen 1812 und 1814 war er Mitglied des Corps Legislatif ebenfalls in Paris.
Als Martin Johann Jenisch der Ältere am 29. Januar 1827 im Alter von 66 Jahren in Hamburg starb, war er der reichste Bürger dieser Stadt.
Sein gleichnamiger Sohn Martin Johann Jenisch ließ in Klein Flottbek von Franz Gustav Joachim Forsmann das heute als Außenstelle des Altonaer Museums der Öffentlichkeit zugängliche Jenisch-Haus errichten, und sein zweiter Sohn Gottlieb Jenisch beauftragte Forsmann mit dem Bau des Jenisch'schen Stadtpalais' am Neuen Jungfernstieg, in dem sich heute der Übersee-Club befindet. Seine Schwester Elisabeth Jenisch, die nach dem Tod der Eltern auch bei dem Onkel und Lübecker Bürgermeister Johann Philipp Plessing aufwuchs und lebte, stiftete in Lübeck die Jenisch’sche Freischule. Die Schule wurde bis 1923 unter Martin Rücker von Jenisch als Patron der Stiftung betrieben. Die Stiftung besteht noch heute.

## Nachfahren
Von seinen Nachfahren haben Bedeutung erlangt: Martin Johann Jenisch der Jüngere (Sohn); Marianne Jenisch (Tochter), verheiratet mit Carl Godeffroy; Bertha Jenisch (Tochter), verheiratet mit Graf Friedrich Wilhelm von Redern; Alfred Rücker (Enkel); die Enkelinnen Marie Jenisch, verheiratet mit Adolf Graf Grote, und Viktoria Luise Rücker, verheiratet mit dem Diplomaten Bernhard Ernst von Bülow; die Urenkel Martin Rücker Freiherr von Jenisch und Fürst Bernhard von Bülow und die Ururenkelin Marie-Izabel von Jenisch, verheiratet mit Victor Baron von Plessen.